# James Saumarez
Pour les articles homonymes, voir Saumarez (homonymie).
James Saumarez (11 mars 1757 – 9 octobre 1836) est un officier de marine britannique connu pour sa victoire à la bataille d'Algésiras. Il termine sa carrière dans la Royal Navy avec le grade d'amiral.

## Biographie
Il est né à Saint-Pierre-Port sur l'île de Guernesey dans une vieille famille de l'île. Plusieurs de ses ancêtres se sont distingués dans la marine britannique où il commence sa carrière à l'âge de treize ans. Pour son courage au cours de l'attaque de Charleston en 1776 à bord du HMS Bristol, il est nommé au grade de lieutenant, puis commandant à l'issue de la bataille du Dogger Bank, le 5 août 1781, où il est blessé.
Au commandement du HMS Russell, il contribue à la victoire de l'amiral Rodney sur l'amiral français comte de Grasse à la bataille des Saintes le (12 avril 1782). Il est fait chevalier en 1793 pour la capture de La Réunion, une frégate française.
Promu contre-amiral en 1801, il est placé à la tête de l'escadre de Gibraltar, avec laquelle il conduit la bataille d'Algésiras, victorieuse pour les Britanniques face aux Franco-Espagnols.
Au déclenchement de la guerre avec la Russie en 1809, il reçoit le commandement de la flotte de la Baltique. Il en garde le contrôle pendant les guerres précédant la chute de Napoléon, et fait preuve de tact à l'égard du gouvernement suédois lors de la crise résultant de l'invasion de la Russie. Charles XIII lui attribue la grand-croix de l'ordre militaire de l’Épée. Il est nommé amiral et devint baron. En 1819, il est nommé contre-amiral du Royaume-Uni. Il est mort à Guernesey en 1836.